# Односи Србије и Екваторијалне Гвинеје
Односи Србије и Екваторијалне Гвинеје су инострани односи Републике Србије и Републике Екваторијалне Гвинеје.

## Билатерални односи
Дипломатски односи су успостављени 1970. године. Република Србија покрива Републику Екваторијалну Гвинеју преко Амбасаде у Анголи, а они преко Амбасаде у Италији.
Екваторијална Гвинеја је гласала против пријема Косова у УНЕСКО 2015.

### Политички односи
Министар спољних послова Републике Србије посетио је Републику Екваторијалну Гвинеју јуна 2011. године, ради учешћа на летњем Самиту Афричке Уније у Малабоу. Током посете имао је сусрете са председником и министром иностраних послова Републике Екваторијалне Гвинеје.

### Економски односи
- У 2020. години извоз Србије био је вредан 1 милион УСД, увоза није било.
- У 2019. извоз из наше земље је био 1,48 милион америчких долара док увоза нема.
- У 2018. години извоз из РС вредео је 2,78 милиона УСД, увоз није забележен.[2]

У овој земљи нема активних фирми из Републике Србије, али постоји више веома успешних фирми држављана Србије које су, између осталог, изградиле и објекте за Афричко фудбалско првенство одржано почетком 2012. године.